# Fuente de Juan de Villanueva

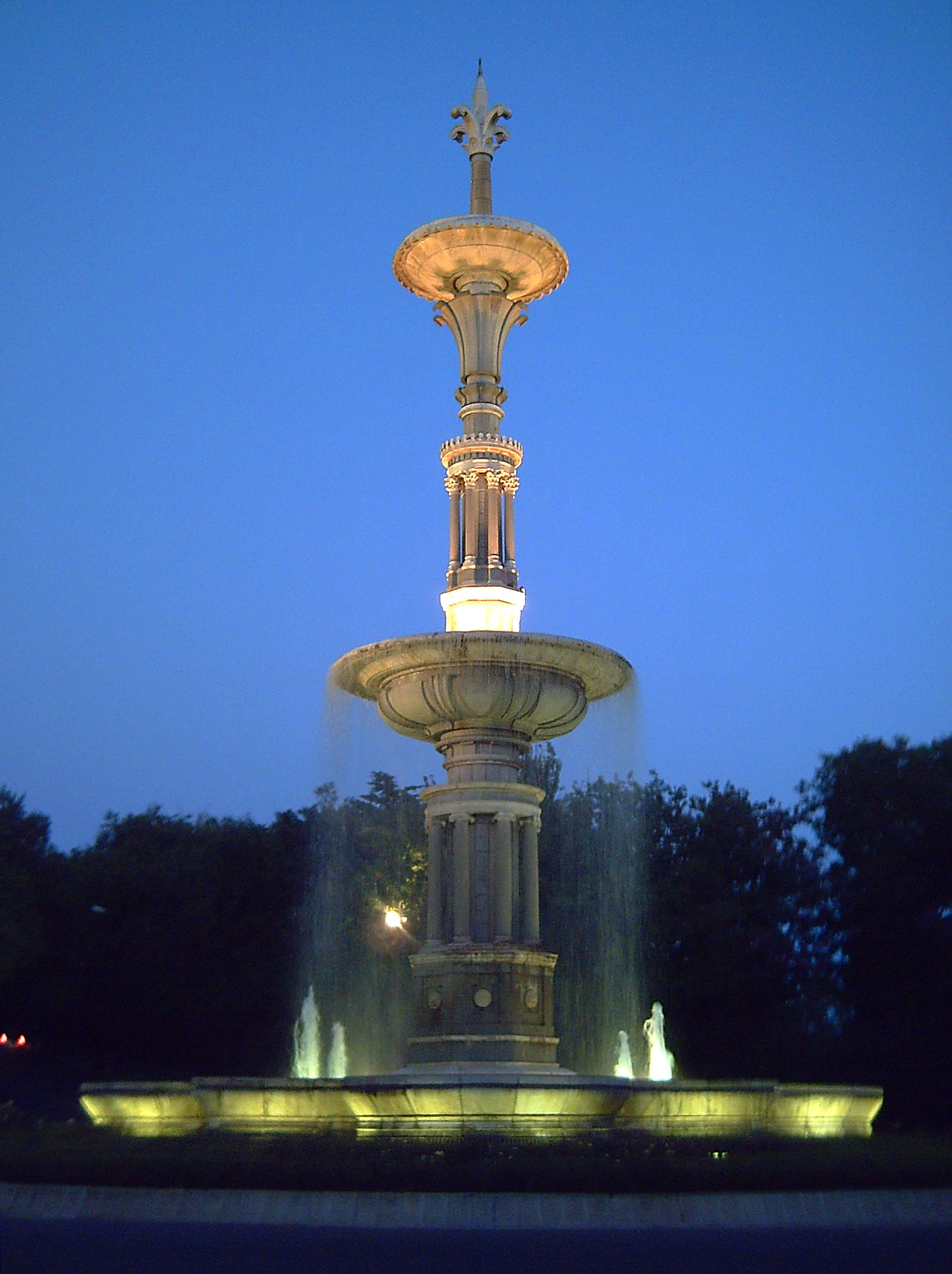
Vista de la fuente, al atardecer.

La fuente de Juan de Villanueva es una fuente monumental de Madrid que se encuentra actualmente en el parque del Oeste, entre el paseo de Camoens y la calle de Francisco y Jacinto Alcántara. Desde su inauguración en 1952 hasta 1995, estuvo situada en la glorieta de San Vicente. Debido a su forma o a su ubicación anterior, también ha sido denominada fuente de Príncipe Pío o «as de copas».

## Historia
Se trata de un monumento erigido en memoria del arquitecto Juan de Villanueva, y es obra de los también arquitectos Víctor d'Ors, Manuel Ambrós Escanellas y Joaquín Núñez Mera, y el escultor Santiago Costa. Fue inaugurado el 7 de julio de 1952 en la glorieta de San Vicente. En mayo de 1995 se completó su traslado a su emplazamiento actual, ya que en el anterior fue erigida una réplica de la puerta de San Vicente.
Tras dicho traslado, las esculturas situadas en el pilón no volvieron a colocarse, y se almacenaron en la Casilla de la Casa de Campo. En 2007 fueron restauradas por el taller de cantería del Ayuntamiento de Madrid. El grupo escultórico de San Isidro Labrador se encuentra actualmente en el parque de la Dalieda de San Francisco, y una de las figuras femeninas en los Jardines del Buen Retiro.